# Hafia FC
El Hafia Football Club es un club de fútbol guineano con sede en la ciudad de Conakri. El club fue fundado en 1951 y llamado Conakry II en la década de 1960, y ganó tres títulos con ese nombre. El Hafia ha ganado 17 títulos de liga en total, habiendo dominado en las décadas de 1960 y 1970. La década de 1970 fue una década dorada para el Hafia FC, internacionalmente disputó en cinco ocasiones el título de campeón de la Liga de Campeones de la CAF, obteniendo el éxito en tres ocasiones, en 1972, 1975 y 1977, lo que le ha valido para ser considerado por la Federación Internacional de Historia y Estadística de Fútbol como el octavo mejor club africano del siglo XX.

## Palmarés

### Torneos nacionales
- Campeonato Nacional de Guinea (17): 1965, 1966, 1967, 1968, 1971, 1972, 1973, 1974, 1975, 1976, 1977, 1978, 1979, 1982, 1983, 1985, 2023
- Copa de Guinea (4): 1992, 1993, 2002, 2017
- Segunda Liga de Guinea (1): 2015.

### Torneos internaciones
- Liga de Campeones de la CAF (3):[2] 1972, 1975, 1977.
- Subcampeón de la Liga de Campeones de la CAF (2): 1976,[3] 1978.[4]

## Participación en competiciones de la CAF
| Temporada | Torneo                            | Ronda            | Club                | Local | Visita | Global       |
| --------- | --------------------------------- | ---------------- | ------------------- | ----- | ------ | ------------ |
| 1967      | Copa Africana de Clubes Campeones | Segunda Ronda    | ASF Bobo-Dioulasso  | 1-1   | 2-0    | 3-1          |
| 1967      | Copa Africana de Clubes Campeones | Cuartos de final | Djoliba AC          | 0-0   | 1-2    | 1-2          |
| 1968      | Copa Africana de Clubes Campeones | Primera Ronda    | Mighty Barrolle     | w.o.1 | 2-1    | 2-1          |
| 1968      | Copa Africana de Clubes Campeones | Cuartos de final | Etoile Filante      | w.o.2 | 0-3    | 0-3          |
| 1969      | Copa Africana de Clubes Campeones | Primera Ronda    | US FRAN             | 7-2   | w.o.3  | 7-2          |
| 1969      | Copa Africana de Clubes Campeones | Cuartos de final | Saint Eloi Lupopo   | 7-2   | 3-1    | 10-3         |
| 1969      | Copa Africana de Clubes Campeones | Semifinales      | TP Englebert        | 5-3   | 0-4    | 5-7          |
| 1972      | Copa Africana de Clubes Campeones | Primera Ronda    | ASFAN Niamey        | 4-1   | 1-1    | 5-2          |
| 1972      | Copa Africana de Clubes Campeones | Segunda Ronda    | Canon Yaoundé       | 4-1   | 2-3    | 6-4          |
| 1972      | Copa Africana de Clubes Campeones | Cuartos de final | Djoliba AC          | 3-0   | 1-2    | 4-2          |
| 1972      | Copa Africana de Clubes Campeones | Semifinales      | Mazembe             | w.o.4 | 2-3    | 2-3          |
| 1972      | Copa Africana de Clubes Campeones | Final            | Simba               | 4-2   | 3-2    | 7-4          |
| 1973      | Copa Africana de Clubes Campeones | Segunda Ronda    | ASEC Mimosas        | 2-1   | 3-4    | 5-5 (3-2 p.) |
| 1973      | Copa Africana de Clubes Campeones | Cuartos de final | Léopards Douala     | 2-4   | 3-2    | 5-6          |
| 1974      | Copa Africana de Clubes Campeones | Segunda Ronda    | Jeanne d'Arc        | w.o.2 | w.o.2  | w.o.2        |
| 1975      | Copa Africana de Clubes Campeones | Primera Ronda    | Real de Banjul      | w.o.5 | w.o.5  | w.o.5        |
| 1975      | Copa Africana de Clubes Campeones | Segunda Ronda    | Vita Club           | 3-0   | 0-2    | 3-2          |
| 1975      | Copa Africana de Clubes Campeones | Cuartos de final | CARA Brazzaville    | 2-0   | 0-2    | 2-2 (4-3 p.) |
| 1975      | Copa Africana de Clubes Campeones | Semifinales      | Lomé I              | 1-0   | 1-1    | 2-1          |
| 1975      | Copa Africana de Clubes Campeones | Final            | Enugu Rangers       | 1-0   | 2-1    | 3-1          |
| 1976      | Copa Africana de Clubes Campeones | Segunda Ronda    | Djoliba AC          | 2-0   | 1-2    | 3-2          |
| 1976      | Copa Africana de Clubes Campeones | Cuartos de final | ASC Diaraf          | 4-0   | 2-2    | 6-2          |
| 1976      | Copa Africana de Clubes Campeones | Semifinales      | ASEC Mimosas        | 5-0   | 0-3    | 5-3          |
| 1976      | Copa Africana de Clubes Campeones | Final            | MC Alger            | 3-0   | 0-3    | 3-3 (1-4 p.) |
| 1977      | Copa Africana de Clubes Campeones | Segunda Ronda    | Diables Noirs       | 1-1   | 1-0    | 2-1          |
| 1977      | Copa Africana de Clubes Campeones | Cuartos de final | Water Corporation   | 3-0   | 2-4    | 5-4          |
| 1977      | Copa Africana de Clubes Campeones | Semifinales      | Lomé I              | 2-0   | 1-2    | 3-2          |
| 1977      | Copa Africana de Clubes Campeones | Final            | Hearts of Oak       | 3-2   | 1-0    | 4-2          |
| 1978      | Copa Africana de Clubes Campeones | Segunda Ronda    | ASC Garde Nationale | 5-0   | 1-0    | 6-0          |
| 1978      | Copa Africana de Clubes Campeones | Cuartos de final | Silures             | 4-1   | 4-0    | 8-1          |
| 1978      | Copa Africana de Clubes Campeones | Semifinales      | Vita Club           | 2-0   | 1-3    | 3-3 (v.)     |
| 1978      | Copa Africana de Clubes Campeones | Final            | Canon Yaoundé       | 0-0   | 0-2    | 0-2          |
| 1979      | Copa Africana de Clubes Campeones | Segunda Ronda    | Silures             | 1-0   | 0-1    | 1-1 (1-0 p.) |
| 1979      | Copa Africana de Clubes Campeones | Cuartos de final | Hearts of Oak       | 2-0   | 0-3    | 2-3          |
| 1980      | Copa Africana de Clubes Campeones | Primera Ronda    | ASC Garde Nationale | 2-0   | 1-1    | 3-1          |
| 1980      | Copa Africana de Clubes Campeones | Segunda Ronda    | Étoile du Congo     | 1-0   | 0-1    | 1-1 (1-3 p.) |
| 1983      | Copa Africana de Clubes Campeones | Primera Ronda    | Djoliba AC          | 1-0   | 0-0    | 1-0          |
| 1983      | Copa Africana de Clubes Campeones | Segunda Ronda    | KAC Kenitra         | 0-0   | 0-4    | 0-4          |
| 1984      | Copa Africana de Clubes Campeones | Primera Ronda    | SC Bissau           | w.o.2 | w.o.2  | w.o.2        |
| 1993      | Recopa Africana                   | Primera Ronda    | Stade Malien        | 2-0   | 0-1    | 2-1          |
| 1993      | Recopa Africana                   | Segunda Ronda    | Stade Tunisien      | 0-0   | 0-1    | 0-1          |
| 1994      | Recopa Africana                   | Primera Ronda    | OC Agaza            | 1-3   | 0-3    | 1-6          |
| 2003      | Recopa Africana                   | Primera Ronda    | MAS Fez             | 3-0   | 0-2    | 3-2          |
| 2003      | Recopa Africana                   | Segunda Ronda    | Africa Sports       | 2-1   | 0-2    | 2-3          |
| 2018      | Copa Confederación de la CAF      | Ronda Preliminar | Energie             | 1-1   | 0-1    | 1-2          |
| 2019-20   | Liga de Campeones de la CAF       | Ronda Preliminar | Étoile du Sahel     | 2-1   | 1-7    | 3-8          |
| 2023-24   | Liga de Campeones de la CAF       | Primera Ronda    | Génération Foot     | 0-0   | 2-2    | 2-2 (a)      |
| 2023-24   | Liga de Campeones de la CAF       | Segunda Ronda    | WAC Casablanca      | 1-1   | 0-3    | 1-4          |
| 2024-25   | Copa Confederación de la CAF      | Primera Ronda    | Étoile Filante      | 1-1   | 0-1    | 1-1 (a)      |

1. Mighty Barrolle fue descalificado luego de que la FIFA suspendiera a la Federación de Liberia.

2. Hafia abandonó el torneo.

3. US FRAN abandonó el torneo.

4. TP Mazembe abandonó el torneo.

5. Real de Banjul abandonó el torneo.